# Plesná (řeka)
Plesná (německy Fleißenbach) je levostranný přítok řeky Ohře v okrese Cheb v Karlovarském kraji. Na území Německa protéká saským zemským okresem Fojtsko. Délka jejího toku činí 29,1 km. Plocha povodí měří 112,6 km².

## Průběh toku
Pramení při česko-německé hranici na německém území u vesnice Bärendorf, která se nachází zhruba 1,5 km severovýchodně od české osady Výhledy, v nadmořské výšce cca 700 m. Zprvu její tok směřuje na sever při česko-německé hranici. Záhy se však obrací na východ, protéká saským městem Bad Brambach, východně od něhož opouští území Německa a definitivně vtéká na české území. Hned za hranicí protéká stejnojmenným městem, od něhož postupně mění směr svého toku na jihovýchod k osadě Hrzín. Mezi Hrzínem a Mlýnkem posiluje tok říčky řada levostranných přítoků, z nichž největší je potok Lubinka. Pod Mlýnkem řeka směřuje na jih k obci Milhostov, kterou protéká. Vlévá se do Ohře jihozápadně od Nebanic na jejím 226,6 říčním kilometru v nadmořské výšce 420 m.

### Větší přítoky
- levé – Pstruhový potok, Lubinka, Svažecký potok, Kopaninský potok
- pravé – Hohendorfer Bach

## Vodní režim
Průměrný průtok u ústí činí 0,99 m³/s.

## Zajímavost
Přírodní zajímavostí v mokřadech podél toku Plesné bylo v roce 2017 vyhlášení Národní přírodní památky Bublák a niva Plesné. Té předcházela v roce 2010 registrace menšího významného krajinného prvku s názvem Hartoušovské mofety, nacházející se severně a jižně od usedlosti Hajský mlýn poblíž vesnic Vackovec a Hartoušov. Jedná se o vývěry minerálních vod a plynného oxidu uhličitého podél geologického Hrzínského zlomu.